# Alžběta Hannoverská
Alžběta Hannoverská (22. května 1770, Londýn – 10. ledna 1840, Svobodné město Frankfurt) byla sedmým dítětem a třetí dcerou britského krále Jiřího III. a jeho manželky Šarloty Meklenbursko-Střelické. Po svatbě s hesensko-homburským lankrabětem Fridrichem VI. se natrvalo usadila v Německu jako lankraběnka.

## Dětství
Princezna Alžběta se narodila 22. května 1770 v Buckingham House v Londýně jako dcera vládnoucího britského panovníka Jiřího III., nejstaršího syna prince z Walesu Frederika a Augusty Sasko-Gothajské. Její matkou byla královna Šarlota Meklenbursko-Střelická. Pokřtěna byla 17. června 1770 v St James's Palace arcibiskupem canterburským Frederikem Cornwallisem. Jejími kmotry byli dědičný princ hesensko-kasselský (otcův bratranec zastoupen markýzem z Hertfordu), kněžna nasavsko-weilburská (otcova sestřenice zastoupena hraběnkou vdovou z Effinghamu), švédská korunní princezna (další otcova sestřenice zastoupena hraběnkou z Holderness).

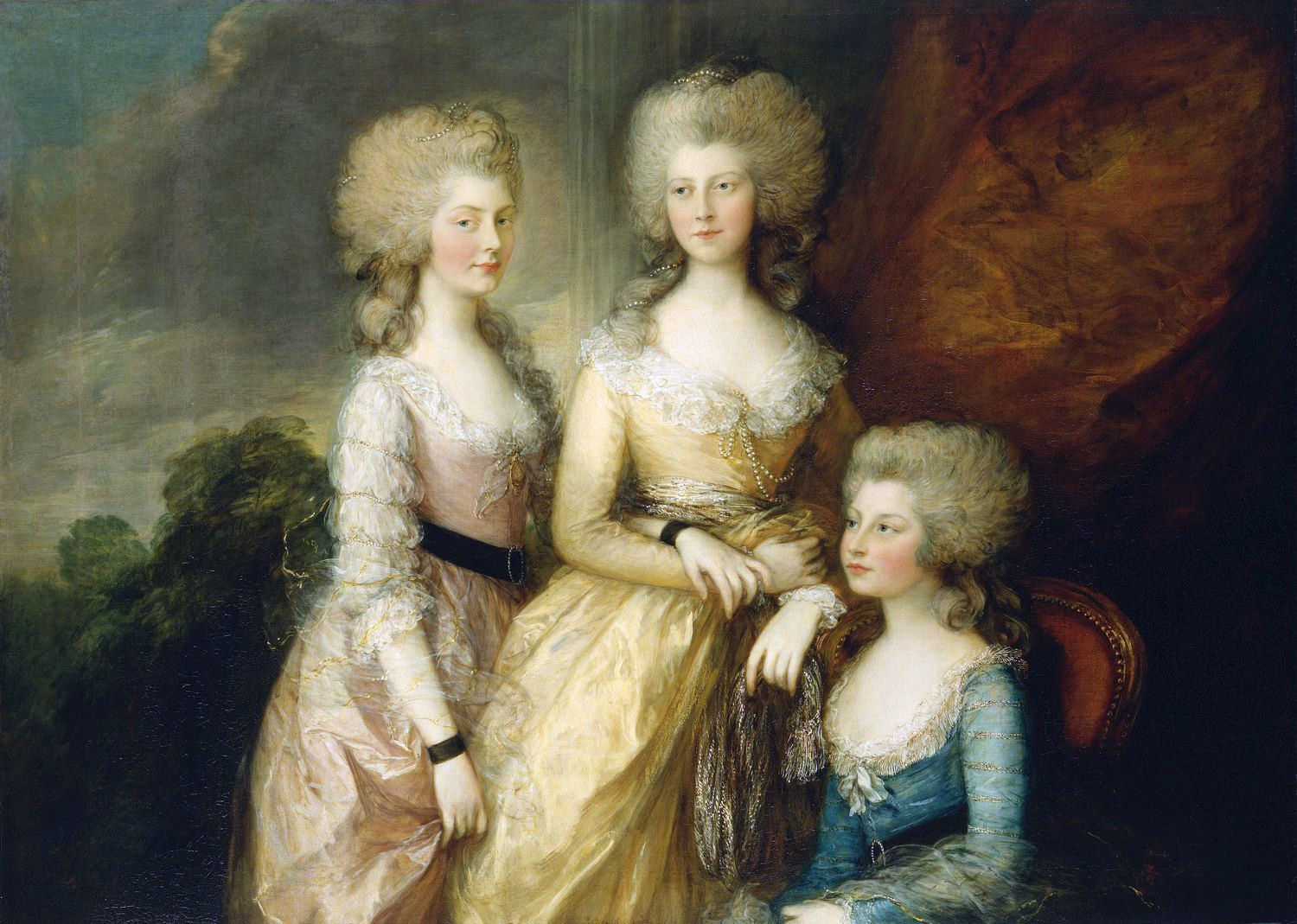
Tři nejstarší dcery krále Jiřího III., Šarlota, Augusta a Alžběta

Velmi se dbalo princezninu výchovu a dívka trávila většinu času se svými rodiči a sestrami. Král s královnou chtěli horlivě chránit své děti, obzvláště dcery. V roce 1812 však princezna Alžběta koupila jako svou rezidenci převorství v Old Windsor v Berkshire.

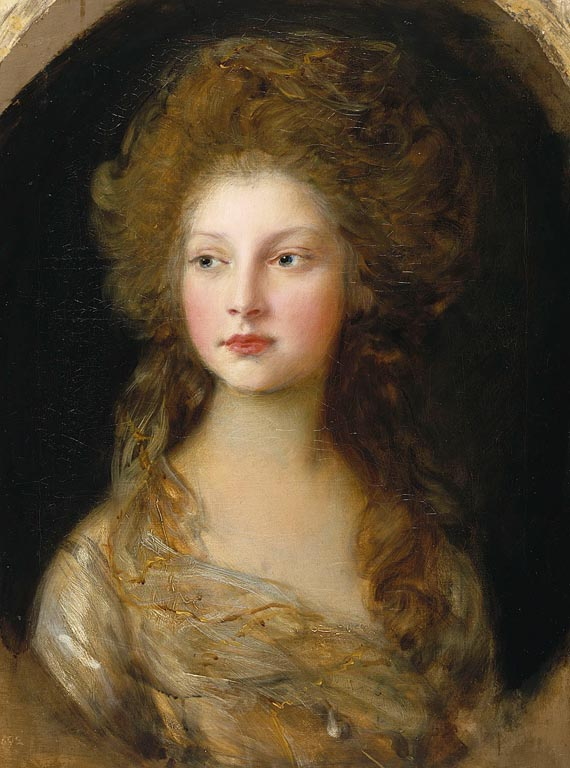
Princezna Alžběta ve dvanácti letech.

## Charakter a zájmy
Alžběta byla proslulá svým optimistickým přístupem k jejímu nabubřelému životu. Ačkoli toužila po manželství a vlastní rodině, byla odhodlaná užít si život zkoumáním a rozvíjením svých rozmanitých zájmů a koníčků. Alžběta byla talentovaná umělkyně a vytvořila několik knih svých vlastních rytin, z nichž měly prospěch různé charitativní organizace. Byla jediným dětí Jiřího III., které se zajímalo o zemědělství, v pronajatém domku v Old Windsoru měla vlastní model farmy. Velice si pochutnávala na produktech ze své zahrady, stejně jako na vejcích, mléku a máslu od jejích slepic a krav. Alžběta měla také ráda bohatá jídla a pití a v rodině byla známá kvůli své tendenci přibývat na váze, což byla kritika, ke které byla velmi citlivá.
Měla také smysl pro humor a velkou zásobu vtipů a bonmotů. Měla otevřenou a upřímnou povahu a neměla ráda přílišnou "uhlazenost". Nejbližší si byla se svou starší sestrou Augustou a – což bylo mezi sestrami jedinečné ̠– s bratrem Eduardem. Ze všech dcer si byla také nejbližší se svou matkou, což přispělo s Šarlotině neochotě tuto dceru provdat.

## Možné romantické vztahy
Princezna Alžběta údajně prošla manželstvím s Georgem Ramusem (1747–1808), kterému v roce 1788 porodila dceru Elizu. George Ramus byl synem Nicholase Ramuse, který byl sluhou Alžbětina otce, krále Jiřího. Jakékoli takové manželství by bylo zákonem o královských sňatcích z roku 1772 považováno za neplatné, ale několik Alžbětiných bratrů takovými podobnými sňatky také prošlo předtím, než se oženili s německými princeznami. Eliza Ramusová (1788–1869) byla údajně adoptována a vychovávána svým strýcem Henrym Ramusem (1755–1822) z Britské Východoindické společnosti. Provdala se za Jamese Moneyho (1770–1833), také z britské Východoindické společnosti, a její dcera Marian Martha (1806–1869) se provdala za bengálského soudce George Wynyarda Battye (1805–1888). Ovdovělá Eliza Ramusová žila ve 28 Chester Square v Londýně a vychovávala své vnuky, z nichž všech deset se stalo armádními důstojníky, a starala se o ně, když přijeli na nemocenskou nebo na dovolenou z Indie.
Několik Alžbětiných svobodných sester se pustilo do vztahů s vysoce postavenými muži ode dvora. Alžběta mohla mít takový vztah s diplomatem Alleynem FitzHerbertem, 1. baronem ze Svaté Heleny. Jiří III. barona velmi respektoval a v roce 1804 jej jmenoval Lordem of the Bedchamber. Muž o sedmnáct let starší než Alžběta byl upřímný, praktický, bystrý a neměl rád dvorský život, měl tedy vlastnosti, které Alžběta sdílela. Označila ho za "drahého a vzácného světce" a v dopise své společnici Lady Harcourtové o něm řekla: "Neexistuje žádný člověk, kterého bych tak milovala, jeho něha ke mně se nikdy nezměnila, a to je věc, na kterou nikdy nezapomenu". Později Alžběta napsala, že touží po baronovi a dychtila ho vidět "neustále, každou hodinu, minutu noc". Alžběta později objednala u známého emailéra Henryho Pierce Bonea baronův portrét, což svědčilo o její oddanosti k němu. Baron měl zase neustále u sebe její miniaturu, také namalovanou Bonem.

## Manželství
V roce 1808 Alžběta neochotně odmítla nabídku k sňatku od vyhnaného orleánského vévody (pozdějšího francouzského krále Ludvíka Filipa) a to kvůli jeho katolicismu a odporu její matky.
Během plesu na britském královském dvoře v roce 1814 se Alžběta poznala s německým princem Fridrichem Hesensko-Homburským. Když Alžběta spatřila rakouského důstojníka v jeho elegantní husarské uniformě, údajně řekla: "Pokud je svobodný, tak si ho vezmuǃ" O čtyři roky později Alžběta obdržela dopis, v němž ji Fridrich žádal o ruku. Alžběta se o to okamžitě zajímala a sestry ji v tom podporovaly. Ačkoli prý Fridrich trpěl nadváhou a byl neustále cítit tabákem z jeho milovaných dýmek, byla Alžběta odhodlána si ho vzít. Královna Šarlota několik týdnů odmítala sňatek povolit, protože se obávala dceřina nevyhnutelného odchodu do Německa, když ale zjistila, že Alžběta nehodlá ustoupit, souhlasila.
Proti veškerým překážkám se svatba uskutečnila 7. dubna 1818 v soukromé kapli Buckinghamského paláce. Alžběta na sobě měla stříbrné šaty s bruselskou krajkou a vlasy jí zdobilo pštrosí peří. K oltáři ji vedl její starší bratr, vévoda z Yorku. Ani její nejstarší bratr princ regent ani otec se svatby neúčastnili, otec byl držen stranou kvůli dně a vážné duševní chorobě. Novomanželé strávili líbánky v domě prince regenta v Brightonu.
I přes vzájemné porozumění a respekt to nebyl skutečný sňatek z lásky; ve skutečnosti to byla dohoda, se kterou byli oba spokojeni. Alžběta mohla uniknout ze svého omezujícího prostředí svého domova tím, že se odstěhovala se svým manželem do Německa a Fridrich svým spojením s britskou královskou rodinou získal mnoho výhod. Fridrich však během líbánek poznamenal, že byl překvapen tím, že je v Alžbětině přítomnosti šťastný a spokojený; Alžběta zjistila, že je její manžel inteligentní, velkorysý a milující. Manželství trvalo do Fridrichovy smrti v roce 1829 a bylo popisováno jako velmi šťastné.

## Pozdější život
Dne 20. ledna 1820 se stal Fridrich po svém otci hesensko-homburským lankrabětem. Díky Alžbětinu věnu a každoroční rentě byl schopen přebudovat palác v Homburgu. Lankraběnka Alžběta se mohla v Německu rozloučit s přísnou dvorskou etiketou, kterou neměla ráda v Anglii a mohla si ve svém novém domově dělat, co chtěla. V zámeckém areálu nechala postavit gotický dům.
Alžběta založila v Hannoveru centrum péče a školu pro děti pracujících matek. Když už ona sama nebyla v plodném věku, našla naplnění při práci s dětmi navštěvujícími školu.
Princezna Alžběta Hannoverská zemřela 10. ledna 1840 ve věku 69 let ve Frankfurtu nad Mohanem a byla pohřbena v mauzoleu lankrabat v Homburgu.

## Tituly a oslovení
- 22. května 1770 – 7. dubna 1818: Její královská Výsost princezna Alžběta
- 7. dubna 1818 – 20 . ledna 1820: Její královská Výsost dědičná princezna hesensko-homburská
- 20. ledna 1820 – 2. dubna 1829: Její královská Výsost lankraběnka hesensko-homburská
- 2. dubna 1829 – 10. ledna 1840: Její královská Výsost lankraběnka vdova hesensko-homburská

## Vývod z předků
|                     |                                                 |  |                                          |                                                  |  |  |  |  |  |  |  | Jiří I. |
|                     |                                                 |  |                                          |                                                  |  |  |  |  |  |  |  |         |
|                     | Jiří II.                                        |  |                                          |                                                  |  |  |  |  |  |  |  |         |
|                     |                                                 |  |                                          |                                                  |  |  |  |  |  |  |  |         |
|                     |                                                 |  |                                          | Žofie Dorotea z Celle                            |  |  |  |  |  |  |  |         |
|                     |                                                 |  |                                          |                                                  |  |  |  |  |  |  |  |         |
|                     | Frederik Ludvík Hannoverský                     |  |                                          |                                                  |  |  |  |  |  |  |  |         |
|                     |                                                 |  |                                          |                                                  |  |  |  |  |  |  |  |         |
|                     |                                                 |  |                                          | Jan Fridrich Braniborsko-Ansbašský               |  |  |  |  |  |  |  |         |
|                     |                                                 |  |                                          |                                                  |  |  |  |  |  |  |  |         |
|                     | Karolina z Ansbachu                             |  |                                          |                                                  |  |  |  |  |  |  |  |         |
|                     |                                                 |  |                                          |                                                  |  |  |  |  |  |  |  |         |
|                     |                                                 |  |                                          | Eleonora Sasko-Eisenašská                        |  |  |  |  |  |  |  |         |
|                     |                                                 |  |                                          |                                                  |  |  |  |  |  |  |  |         |
|                     | Jiří III.                                       |  |                                          |                                                  |  |  |  |  |  |  |  |         |
|                     |                                                 |  |                                          |                                                  |  |  |  |  |  |  |  |         |
|                     |                                                 |  |                                          | Fridrich I. Sasko-Gothajsko-Altenburský          |  |  |  |  |  |  |  |         |
|                     |                                                 |  |                                          |                                                  |  |  |  |  |  |  |  |         |
|                     | Fridrich II. Sasko-Gothajsko-Altenburský        |  |                                          |                                                  |  |  |  |  |  |  |  |         |
|                     |                                                 |  |                                          |                                                  |  |  |  |  |  |  |  |         |
|                     |                                                 |  |                                          | Magdaléna Sibyla Sasko-Weissenfelská             |  |  |  |  |  |  |  |         |
|                     |                                                 |  |                                          |                                                  |  |  |  |  |  |  |  |         |
|                     | Augusta Sasko-Gothajská                         |  |                                          |                                                  |  |  |  |  |  |  |  |         |
|                     |                                                 |  |                                          |                                                  |  |  |  |  |  |  |  |         |
|                     |                                                 |  |                                          | Karel Anhaltsko-Zerbstský                        |  |  |  |  |  |  |  |         |
|                     |                                                 |  |                                          |                                                  |  |  |  |  |  |  |  |         |
|                     | Magdalena Augusta Anhaltsko-Zerbstská           |  |                                          |                                                  |  |  |  |  |  |  |  |         |
|                     |                                                 |  |                                          |                                                  |  |  |  |  |  |  |  |         |
|                     |                                                 |  |                                          | Žofie Sasko-Weissenfelská                        |  |  |  |  |  |  |  |         |
|                     |                                                 |  |                                          |                                                  |  |  |  |  |  |  |  |         |
| Alžběta Hannoverská |                                                 |  |                                          |                                                  |  |  |  |  |  |  |  |         |
|                     |                                                 |  |                                          |                                                  |  |  |  |  |  |  |  |         |
|                     |                                                 |  | Adolf Fridrich I. Meklenbursko-Střelický |                                                  |  |  |  |  |  |  |  |         |
|                     |                                                 |  |                                          |                                                  |  |  |  |  |  |  |  |         |
|                     | Adolf Fridrich II. Meklenbursko-Střelický       |  |                                          |                                                  |  |  |  |  |  |  |  |         |
|                     |                                                 |  |                                          |                                                  |  |  |  |  |  |  |  |         |
|                     |                                                 |  |                                          | Marie Kateřina Brunšvicko-Dannenberská           |  |  |  |  |  |  |  |         |
|                     |                                                 |  |                                          |                                                  |  |  |  |  |  |  |  |         |
|                     | Karel Ludvík Fridrich Meklenbursko-Střelický    |  |                                          |                                                  |  |  |  |  |  |  |  |         |
|                     |                                                 |  |                                          |                                                  |  |  |  |  |  |  |  |         |
|                     |                                                 |  |                                          | Kristián Vilém I. Schwarzbursko-Sondershausenský |  |  |  |  |  |  |  |         |
|                     |                                                 |  |                                          |                                                  |  |  |  |  |  |  |  |         |
|                     | Kristiana Emílie Schwarzbursko-Sondershausenská |  |                                          |                                                  |  |  |  |  |  |  |  |         |
|                     |                                                 |  |                                          |                                                  |  |  |  |  |  |  |  |         |
|                     |                                                 |  |                                          | Antonie Sibyla z Barby-Mühlingenu                |  |  |  |  |  |  |  |         |
|                     |                                                 |  |                                          |                                                  |  |  |  |  |  |  |  |         |
|                     | Šarlota Meklenbursko-Střelická                  |  |                                          |                                                  |  |  |  |  |  |  |  |         |
|                     |                                                 |  |                                          |                                                  |  |  |  |  |  |  |  |         |
|                     |                                                 |  |                                          | Arnošt Sasko-Hildburghausenský                   |  |  |  |  |  |  |  |         |
|                     |                                                 |  |                                          |                                                  |  |  |  |  |  |  |  |         |
|                     | Arnošt Fridrich I. Sasko-Hildburghausenský      |  |                                          |                                                  |  |  |  |  |  |  |  |         |
|                     |                                                 |  |                                          |                                                  |  |  |  |  |  |  |  |         |
|                     |                                                 |  |                                          | Žofie Henrieta Waldecká                          |  |  |  |  |  |  |  |         |
|                     |                                                 |  |                                          |                                                  |  |  |  |  |  |  |  |         |
|                     | Alžběta Sasko-Hildburghausenská                 |  |                                          |                                                  |  |  |  |  |  |  |  |         |
|                     |                                                 |  |                                          |                                                  |  |  |  |  |  |  |  |         |
|                     |                                                 |  |                                          | Jiří Ludvík I. z Erbachu                         |  |  |  |  |  |  |  |         |
|                     |                                                 |  |                                          |                                                  |  |  |  |  |  |  |  |         |
|                     | Žofie Albertina z Erbachu                       |  |                                          |                                                  |  |  |  |  |  |  |  |         |
|                     |                                                 |  |                                          |                                                  |  |  |  |  |  |  |  |         |
|                     |                                                 |  |                                          | Amálie Kateřina Waldecko-Eisenberská             |  |  |  |  |  |  |  |         |
|                     |                                                 |  |                                          |                                                  |  |  |  |  |  |  |  |         |